# الکساندرا جانز
الکساندرا جانز (انگلیسی: Alexandra Johnes؛ زادهٔ ۱۹۷۶) تهیه‌کننده فیلم مستند و بازیگر پیشین اهل ایالات متحده آمریکا است. وی از سال ۱۹۸۷ میلادی تاکنون مشغول فعالیت بوده است. او به‌عنوان تهیه‌کننده با کارگردان‌های متعددی از جمله الکس گیبنی، یوجین جارکی و جیهان نجیم کار کرده است.
از فیلم‌هایی که وی در آن بازی کرده است، می‌توان به زلی و من و داستان بی‌پایان ۲ اشاره کرد.